# Corpo sustentante
Um corpo sustentante é uma aeronave na qual a configuração do próprio corpo produz sustentação. Em contraste com um asa voadora, que é uma asa sem fuselagem convencional, um corpo sustentante é uma fuselagem que gera sustentação sem a forma de uma estrutura fina e plana típica da asa. Considerando que uma asa voadora visa maximizar a eficiência de cruzeiro em velocidades subsônicas, eliminando superfícies não-sustentantes, os corpos sustentantes geralmente minimizam o arrasto e a estrutura de uma asa para voo subsônico, supersônico e hipersônico, ou, em veículo espacial, na reentrada. Todos estes regimes de voo colocam desafios para a estabilidade de voo adequado.

## História
Em 1921, o aviador pioneiro e projetista de aeronaves Vincent Justus Burnelli patenteou o conceito simples de uma estruturas em forma de aerofólio aumentando a capacidade de elevação e de carga da aeronave.
Apesar de uma série de contratempos políticos e empresariais, Burnelli continuou a refinar e licenciar seus projetos fazendo uma série de aperfeiçoamentos com o conceito até à sua morte em 1964.
Pesquisas aeroespaciais relacionadas com corpos sustentantes surgiram da ideia de reentrada de espaçonaves na atmosfera da Terra e aterrissagem muito parecidas com uma aeronave convencional. Após a reentrada na atmosfera, as espaçonaves do tipo cápsula tradicionais, como as da série Mercury, Gemini e Apollo tinham muito pouco controle sobre onde elas aterrissariam.
|                                    |  |  |
| Dois ângulos do corpo sustentante. |  |  |

Uma nave espacial orientável com asas poderia ampliar significativamente as suas possibilidades de pouso. No entanto, as asas do veículo teriam de ser concebidas para resistir às dinâmicas e térmicas tanto da reentrada e do voo hipersônico. A solução proposta eliminava asas completamente, com o projeto do corpo da fuselagem para produzir sustentação. O ônibus espacial (Space Shuttle) combina alguns dos princípios comprovados de corpo sustentante, mas acrescenta no projeto o conceito de asa em delta.
Os refinamentos da NASA do conceito de corpo sustentante iniciaram em 1962 com Dale Reed, do Dryden Flight Research Center (Centro de Pesquisas de Voo Dryden) da NASA. O primeiro modelo de tamanho real a ser produzido pelo programa de Reed foi o NASA M2-F1, uma fuselagem não propelida feita de madeira. Testes iniciais foram realizados pelo reboque do M2-F1 ao longo de um leito seco de lago da Califórnia onde hoje é a Base da Força Aérea Edwards, atrás de um Pontiac Catalina modificado. Mais tarde, a fuselagem foi rebocada por trás de um C-47 e liberada. Dado que o M2-F1 foi um planador, um pequeno motor de foguete foi adicionado de maneira a estender o envelope de pouso. O M2-F1 foi então apelidado de "Flying Bathtub" ("banheira voadora").